# Cristina Ouviña Modrego
Cristina Ouviña Modrego (Saragossa, 18 de setembre de 1990) és una jugadora de bàsquet aragonesa.
Començà practicant gimnàstica rítmica però, per influència de les seves cosines, practicà el bàsquet posteriorment. Es formà en les categories inferiors del Basket Lupus i del Club Natación Helios. Amb disset anys debutà a la Lliga Femenina amb el Basket Zaragoza-Mann Filter, on hi jugà durant quatre temporades. Durant gran part de la seva carrera esportiva ha jugat en diversos equips europeus, el Wisla Cracòvia, amb el qual guanyà tres Lligues (2013-16) i dues Copes poloneses (2014, 2015), el Nadejda Orenburg de la Lliga russa, el Tango Bourges Basket, amb el qual es proclamà campiona de Lliga (2017-18) i de Copa (2018, 2019), i l'USK Praha de la Lliga txeca. Tornà a la competició estatal competint amb el Valencia Basket la temporada 2020-21. Amb el club valencià ha guanyat una Eurocup (2021), primer títol de l'entitat, dues Lligues espanyoles (2022-23, 2023-24), una Supercopa d'Europa (2022), una Copa de la Reina (2024) i dues Supercopes (2021, 2023). També ha sigut escollida MVP Nacional de la Lliga Femenina la temporada 2020-21, així com de la Supercopa d'Europa (2021) i d'Espanya (2021).
Ha sigut internacional amb la selecció espanyola en categories de formació, proclamant-se campiona d'Europa sub-16 (2006) i sub-20 (2010), i subcampiona del Món sub-20 (2009) i d'Europa sub-19 (2009). Amb la selecció absoluta s'ha proclamat campiona d'Europa en dues ocasions (2013, 2019), guanyà la medalla de bronze al Campionat del Món de 2018 i participà als Jocs Olímpics de Tòquio 2020 finalitzant en sisena posició.
Entre d'altres reconeixements, ha rebut el premi a la Millor esportista aragonesa de l'any (2020).

## Palmarès
Clubs
- 1 EuroCup femenina (2020-21)
- 1 Supercopa d'Europa de bàsquet femenina (2021-22)
- 2 Lligues espanyola de bàsquet femenina (2022-23, 2023-24)
- 1 Copa espanyola de bàsquet femenina (2024)
- 2 Supercopes espanyoles de bàsquet femenina (2021-22, 2023-24)
- 3 Lligues poloneses de bàsquet femenina (2013-14, 2014-15, 2015-16)
- 1 Lliga francesa de bàsquet femenina (2017-18)
- 2 Copes poloneses de bàsquet femenina (2014, 2015)
- 2 Copes franceses de bàsquet femenina (2018, 2019)

Selecció espanyola
- 1 medalla de bronze als Campionats del Món de bàsquet femení (2018)
- 2 medalles d'or als Campionats d'Europa de bàsquet femení (2013, 2019)
- 1 medalla d'argent als Campionats d'Europa de bàsquet femení (2023)

Individual
- MVP Nacional de la Lliga Femenina (2020-21)
- MVP de la Supercopa d'Espanya (2021-22)
- MVP de la Supercopa d'Europa (2021-22)